# Vähä Madesjärvi
Vähä Madesjärvi är en sjö i kommunen Jalasjärvi i landskapet Södra Österbotten i Finland. Sjön ligger 142,5 meter över havet. Arean är 57 hektar och strandlinjen är 5,52 kilometer lång. Sjön  ingår i Kyro älvs huvudavrinningsområde.   Den ligger omkring 54 kilometer söder om Seinäjoki och omkring 260 kilometer norr om Helsingfors. 